# Новая Пижмарь
Новая Пижмарь (мар. Пижмарий) — деревня в Мари-Турекском районе Республики Марий Эл. Входит в состав Карлыганского сельского поселения.

## География
Находится в восточной части республики Марий Эл на расстоянии приблизительно 34 км по прямой на юго-восток от районного центра посёлка Мари-Турек.

## История
Основана жителями деревни Старая Пижмарь (Татарстан). В 1859 году здесь было 2 двора, 10 жителей. В 1931 году в деревне насчитывалось 22 двора, 126 жителей. В 1940 году в Новую Пижмарь переселились жители деревни Янгаул, и в ней стало уже 39 дворов. В 1975 году была закрыта начальная школа. Если в 1970 году в деревне проживали 243 человека, то в 1979 году осталось только 185. В 1996 году закрыли медпункт, а на его месте открыли мечеть. В 2000 году в деревне насчитывалось 45 дворов. В советское время работали колхозы «Кураж», имени Молотова и совхоз «Восход».

## Население
Население составляло 125 человек (татары 93 %) в 2002 году, 112 в 2010.

## Известные жители
Муртазин Исхак Муртазинович (1895—1979) — звеньевой колхоза «Кураш» Хлебниковского района Марийской АССР. Первый в Марий Эл Герой Социалистического Труда (1948). Участник Гражданской войны в России и Великой Отечественной войны. Член ВКП(б) с 1947 года.